# 러시아계 미국인
러시아계 미국인(露西亞系美國人, 영어: Russian Americans, 러시아어: русские америка́нцы)은 러시아에 기원을 두는 미국인을 지칭하는 말이며, 현재 300만 명 정도가 미국에 거주하고 있다. 배로 조사에 따르면 2000년 조사에서 70만 6,242 명이 러시아어를 쓴다. 뉴욕, 로스앤젤레스, 시카고, 필라델피아, 샌프란시스코와 보스턴에 주로 거주한다.

## 같이 보기
- 러시아인
- 미국인
- 유럽계 미국인
- 벨라루스계 미국인
- 우크라이나계 미국인